# گریت مولر
گریت مولر (انگلیسی: Gerrit Müller؛ زادهٔ ۲۶ آوریل ۱۹۸۴) بازیکن فوتبال اهل آلمان است.
از باشگاه‌هایی که در آن بازی کرده‌است می‌توان به باشگاه فوتبال اشتوتگارت، باشگاه فوتبال دینامو درسدن، اشپورت فقاند زیگن، و باشگاه فوتبال هایدنهایم اشاره کرد.